# Trina

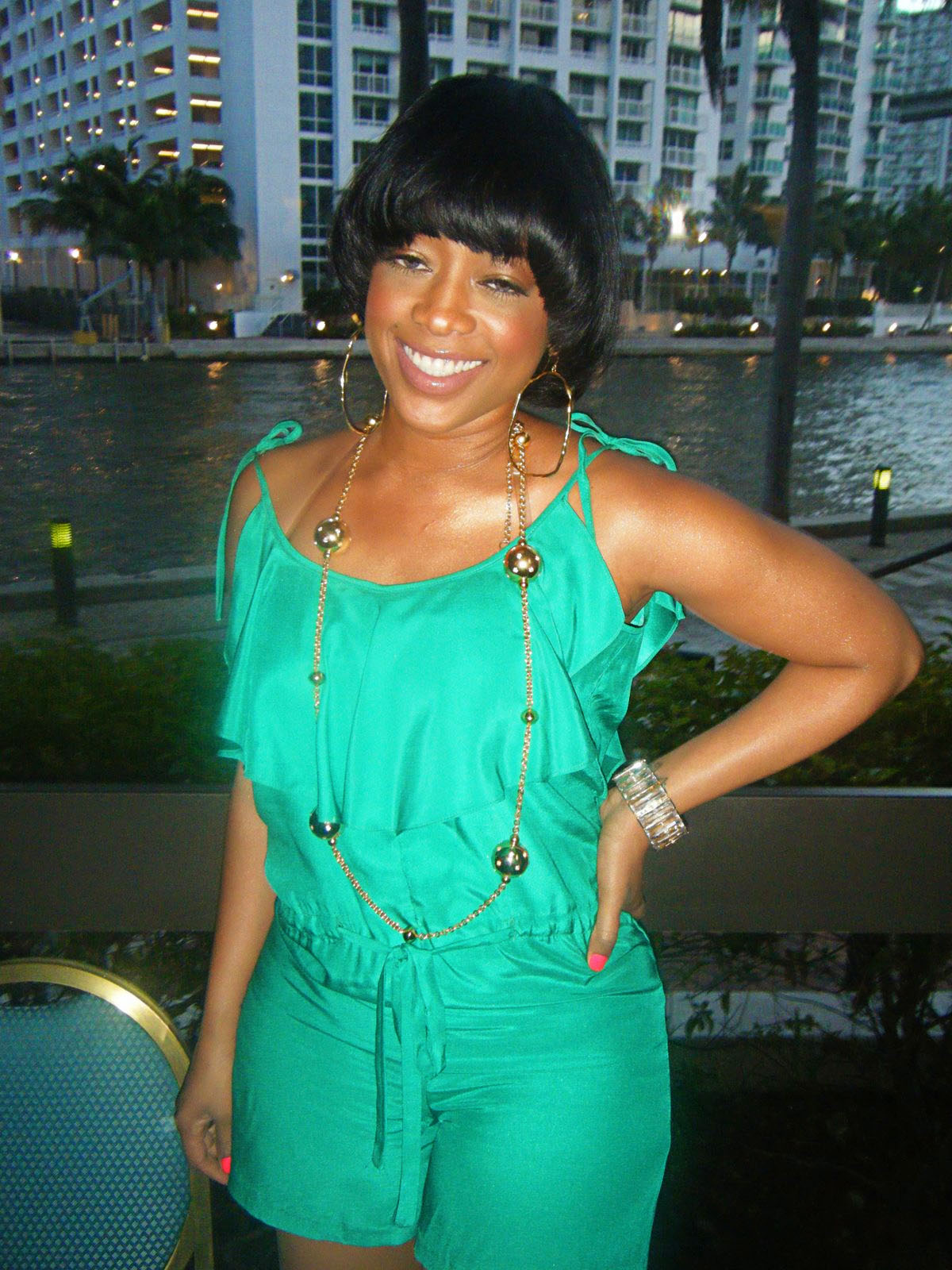
Trina, 2009

Trina (* 3. Dezember 1978 in Miami; eigentlich Katrina Le’verne Taylor) ist eine US-amerikanische Dirty-South-Rapperin.

## Karriere

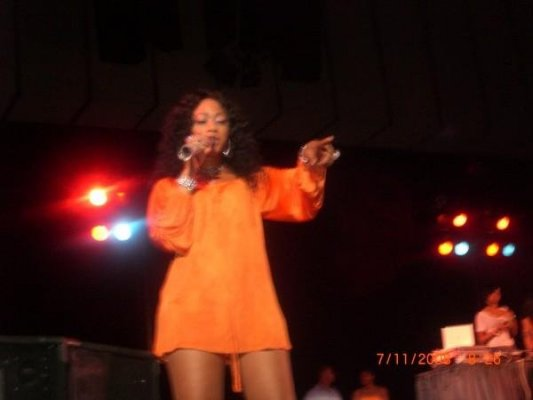
Trina bei einem Auftritt in Baltimore im Juli 2008

Trina war erstmals auf der Hitsingle Nann Nigga von Trick Daddy zu hören. 1998 unterschrieb sie einen Vertrag bei dessen Plattenlabel Slip-N-Slide. Zwei Jahre später erschien ihr Debütalbum Da Baddest Bitch, das mit Gold ausgezeichnet wurde. Durch ihre, für einen weiblichen Rapper, ungewöhnlichen harten und schlüpfrigen Lyrics stieg sie bald in die Liga von Foxy Brown und Lil’ Kim auf. Trinas 2002er Album Diamond Princess wurde unter anderem vom damaligen Roc-a-Fella Records-Hausproduzenten Kanye West produziert. Am 4. Oktober 2005 wurde ihr dritter Longplayer namens The Glamorest Life veröffentlicht. Auf diesem sind neben anderen Künstlern auch Snoop Dogg und Young Buck musikalisch vertreten.
Neben ihren Alben unterstützt Trina zahlreiche andere Musiker bei ihren Projekten. So arbeitete sie bereits mit Missy Elliott, Ludacris und Cassidy. Auch fanden Songs von Trina in Filmen wie Blade II und Exit Wounds Verwendung.
Sie spielte die Hauptrolle im Film A Miami Tail (2003).
2005 gründete Trina unter dem Namen Diamond Dolls ihre eigene Modelagentur und eine non-profit Beratungs-Organisation für jugendliche Mädchen. Sie veröffentlichte eine eigene Modelinie namens Diamond Princess Wear. Des Weiteren hat sie ein eigenes Parfüm mit dem Namen Diamond Princess kreiert und ist in ihrer eigenen Sitcom With Friends Like These zu sehen.

## Diskografie und Filmografie

### Alben
- 2000: Da Baddest Bitch
- 2002: Diamond Princess
- 2005: Glamorest Life
- 2008: Still da Baddest
- 2010: Amazin
- 2019: The One

### Singles
- 2000: Da Baddest Bitch
- 2000: Pull Over
- 2002: Told Y'All (feat. Rick Ross)
- 2002: No Panties (feat. Tweet)
- 2003: B R Right (feat. Ludacris)
- 2005: Don't Trip (feat. Lil Wayne)
- 2005: Here We Go (feat. Kelly Rowland)
- 2007: Single Again
- 2008: I Got a Thang for You (feat. Keyshia Cole)
- 2008: Look Back at Me (feat. Killer Mike)
- 2010: Million Dollar Girl (feat. Diddy & Keri Hilson)

### Singles als Gastmusikerin
- 1999: Nann Nigga mit Trick Daddy
- 2000: Shut Up (Remix) mit Trick Daddy und Duece Poppi
- 2000: That's Cool mit Silkk The Shocker
- 2000: What's Your Fantasy (Remix) mit Ludacris, Shawnna und Foxy Brown
- 2001: One Minute Man (Remix) mit Missy Elliott und Ludacris
- 2001: Gangsta Chick mit Eve
- 2001: Take It To da House mit Trick Daddy und The SNS Express
- 2003: Right Thurr (Remix) mit Chingy und Jermaine Dupri
- 2004: Scream mit Renegade Foxxx
- 2005: In Ya Face (Remix) mit Ebony Eyez
- 2005: Bad Chick (Remix) mit Webbie
- 2006: Step Yo Game Up mit Snoop Dogg und Lil Jon
- 2007: Rumpshaker (Remix) mit Deelishis
- 2007: Go Girl mit Pitbull und Young Boss
- 2007: Frikitona (Remix) mit Plan B, Trick Daddy und LDA
- 2009: 5 Star Chick (Remix) mit Yo Gotti, Gucci Mane & Nicki Minaj
- 2009: Face mit Rick Ross
- 2009: Miss Kissin on You mit Lil Boosie & KaDe
- 2011: U R A Million $ Girl mit Dwaine, Keri Hilson & P.Diddy
- 2013: Rainbow mit Gold 1 & Nicki Minaj
- 2013: Having Sex mit Juicy J & 2 Chainz

### Filmografie
- 2003: A Miami Tail als Alica Strada
- 2004: Sweet Potato Pie als Regina
- 2005: With Friends Like These (Fernsehserie) als Cleo